# Landkreis Mainz-Bingen
Landkreis Mainz-Bingen är ett distrikt (Landkreis) i östra delen av det tyska förbundslandet Rheinland-Pfalz. Distriktet begränsas i öst av floden Rhen och den distriktsfria staden Mainz.

## Städer och kommuner
Städer/kommuner utan kommunalförbundstillhörighet (Verbandsfreie Gemeinden/Städte)
1. Bingen am Rhein, stad *
2. Budenheim
3. Ingelheim am Rhein, stad

Kommunalförbund (Verbandsgemeinden) med ingående kommuner

* = kommunalförbundets huvudort
| - 1. Verbandsgemeinde Bodenheim 1. Bodenheim * 2. Gau-Bischofsheim 3. Harxheim 4. Lörzweiler 5. Nackenheim - 2. Verbandsgemeinde Gau-Algesheim 1. Appenheim 2. Bubenheim 3. Engelstadt 4. Gau-Algesheim, stad * 5. Nieder-Hilbersheim 6. Ober-Hilbersheim 7. Ockenheim 8. Schwabenheim an der Selz - 3. Verbandsgemeinde Nieder-Olm 1. Essenheim 2. Jugenheim in Rheinhessen 3. Klein-Winternheim 4. Nieder-Olm, stad * 5. Ober-Olm 6. Sörgenloch 7. Stadecken-Elsheim 8. Zornheim | - 4. Verbandsgemeinde Rhein-Nahe [huvudort: Bingen am Rhein] 1. Bacharach, stad 2. Breitscheid 3. Manubach 4. Münster-Sarmsheim 5. Niederheimbach 6. Oberdiebach 7. Oberheimbach 8. Trechtingshausen 9. Waldalgesheim 10. Weiler bei Bingen | - 5. Verbandsgemeinde Rhein-Selz 1. Dalheim 2. Dexheim 3. Dienheim 4. Dolgesheim 5. Dorn-Dürkheim 6. Eimsheim 7. Friesenheim 8. Guntersblum 9. Hahnheim 10. Hillesheim 11. Köngernheim 12. Ludwigshöhe 13. Mommenheim 14. Nierstein 15. Oppenheim, stad * 16. Selzen 17. Uelversheim 18. Undenheim 19. Weinolsheim 20. Wintersheim - 6. Verbandsgemeinde Sprendlingen-Gensingen 1. Aspisheim 2. Badenheim 3. Gensingen 4. Grolsheim 5. Horrweiler 6. Sankt Johann 7. Sprendlingen * 8. Welgesheim 9. Wolfsheim 10. Zotzenheim |